# Tomislav Marić
Tomislav Marić (Heilbronn, 1973. január 28. –) német-horvát labdarúgócsatár. Öccse, Marijo Marić szintén labdarúgó.